# Zöldmál
Zöldmál Budapest egyik városrésze a II. kerületben, a Mátyás-hegy és a Ferenc-hegy között a Szépvölgy-árokba torkolló Zöldmáli-völgyben.

## Fekvése
Határai: Csatárka út a Törökvész úttól –  Szépvölgyi út –  Pusztaszeri út  -  Alsó Zöldmáli út – Felső Zöldmáli út – Barlang utca – Ferenchegyi út – Törökvész út a Csatárka útig.

## Története
- Döbrentei Gábor dűlőkeresztelője alkalmával 1847-ben az addigi német Grüngraben kapta ezt a nevet.[2]